# جان وارطان
جان وارطان ( انگلیسی: John Vartan؛ ۸ فوریهٔ ۱۹۴۵ – ۱۵ دسامبر ۲۰۰۴) کارآفرین و  انسان‌دوست آموزشی سرشناس ارمنی‌تبار اهل ایالات متحده آمریکا در محدوده هریسبورگ، پنسیلوانیا جایی که وی زندگی می‌کرد.

## زندگی‌نامه
وی در ۸ فوریهٔ ۱۹۴۵ در روستای انجار لبنان به دنیا آمد وی در رشته مهندسی از دانشگاه فناوری میشیگان و مدرک کارشناسی ارشد از دانشگاه ایالتی پنسیلوانیا از فارغ‌التحصیل گشت. در اوایل دهه ۱۹۷۰ در Gannett Fleming, Inc. مشغول به فعالیت شد. در اوایل ۱۹۸۹ وارطان به سرطان مری مبتلا شد. وی در۱۵ دسامبر ۲۰۰۴  در سن ۵۹ سالگی به علت بیماری سرطان‌های سر و گردن درگذشت.